# マイクロソフト支援技術ベンダプログラム

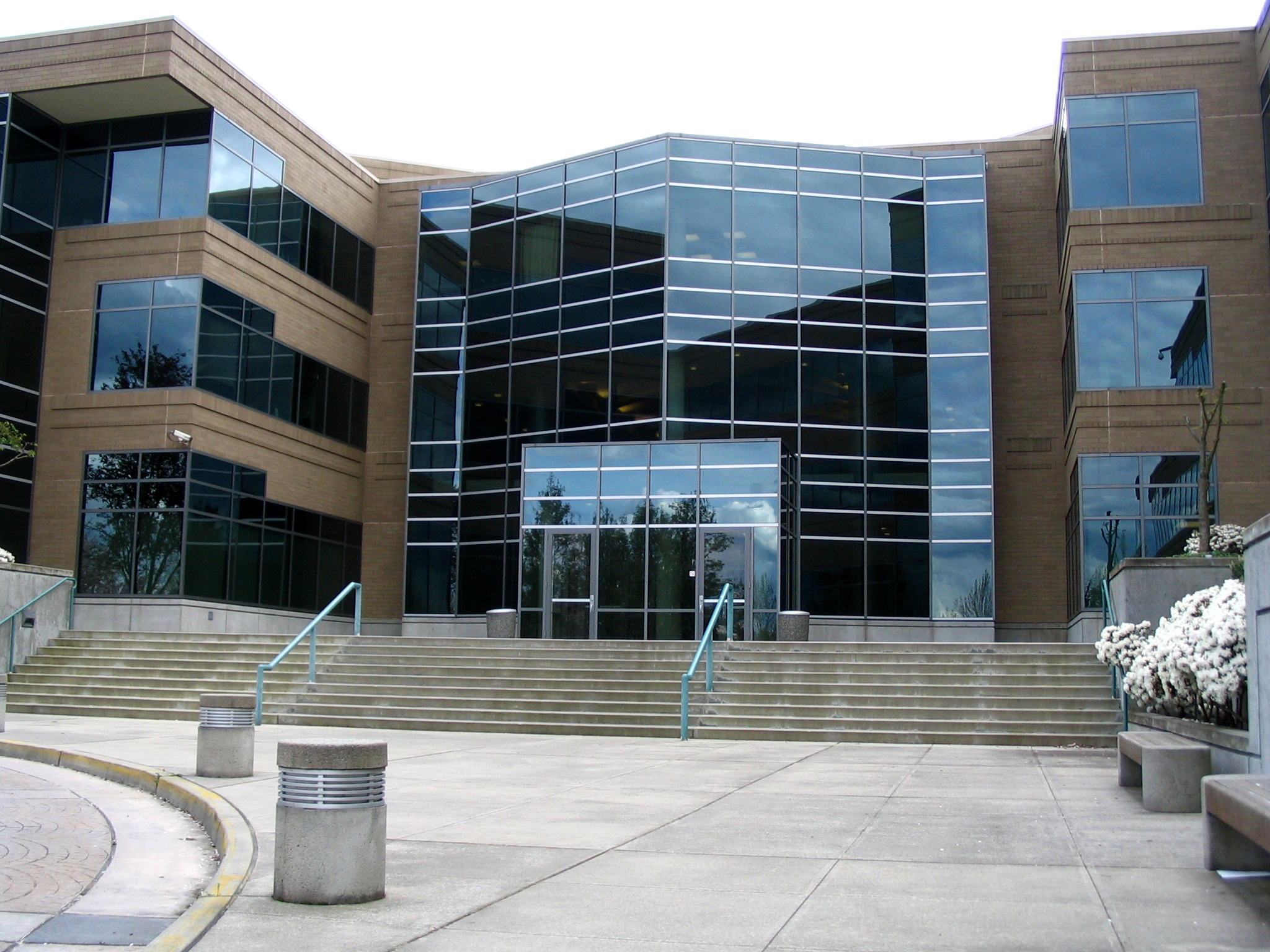
マイクロソフト支援技術ベンダプログラムを推進するマイクロソフト本社

マイクロソフト支援技術ベンダプログラム（マイクロソフトしえんぎじゅつベンダプログラム、英語: Microsoft Assistive Technology Vendor Program）は、Microsoft Corporationによる「支援技術」の向上と発展を推進するプログラムである。略称はMATvp（マットブイピー）。マイクロソフト支援技術ベンダープログラムとも呼ばれる。

## 概要
ワシントン州レドモンド市に本拠を置くマイクロソフトは、オペレーティングシステムなど各種ソフトウェアを世界市場で販売している。同社はソフトウェアの開発に際してアクセシビリティ対応を積極的に進めており、アクセシビリティへの配慮は企業の社会的責任だと位置づけている。その一環として、マイクロソフトでは「支援技術」の向上と発展を促すプログラムを世界中で展開し、支援技術を担う開発者やシステムインテグレーターなどを支えている。
日本法人のマイクロソフト株式会社では、「支援技術」を「障碍（しょうがい）あるいは機能的制限を持つ方々がコンピュータを有効に使うことを支援する技術」と定義している。具体例としては、視覚障害者向けのテキスト読み上げソフトのように障害者や高齢者にも使いやすいソフトウェアなどが挙げられるが、ソフトウェアだけにとどまらず、ユーザインターフェースに工夫を凝らしたハードウェアも含まれるなど、その概念は幅広く、多種多様である。
マイクロソフト支援技術ベンダープログラムでは、このような支援技術製品の開発をサポートしている。たとえば、Microsoft Windowsシリーズ上で動作する支援技術製品をプログラム参加機関が開発する場合、マイクロソフトから技術情報を提供してもらうことができる。また、マイクロソフトと参加機関が共同で開発や営業を行う場合もある。

## 沿革
マイクロソフト支援技術ベンダプログラムは、「Microsoft Windows Vista」の発売に合わせて発足した。発足当時に日本から参加した機関はわずか9つに留まっていたが、その後は参加機関が増加の一途を辿り、「Microsoft Windows 7」発売時には25に達した。現在では、日本アイ・ビー・エム株式会社や株式会社日立製作所をはじめとする大企業や、東京大学先端科学技術研究センターバリアフリー系や静岡県立大学といった教育研究機関、さらには特定非営利活動法人など、さまざまな機関が参加するようになった。

## 参加者
日本においても、システムインテグレータや大学など多くの機関がマイクロソフト支援技術ベンダプログラムに参加している。
- アイネット株式会社
- 株式会社アメディア
- アライド・ブレインズ株式会社
- 株式会社エーアンドエム
- 有限会社エクストラ
- NECパーソナルプロダクツ株式会社
- クリエートシステム開発株式会社
- ケージーエス株式会社
- 株式会社高知システム開発
- 特定非営利活動法人サイエンス・アクセシビリティ・ネット
- 静岡県立大学
- JOHNAN株式会社
- 株式会社スカイフィッシュ
- 有限会社ストラトゲイト
- 「できマウス。」プロジェクト
- テクノツール株式会社
- 東京大学先端科学技術研究センターバリアフリー系
- 株式会社ナレッジクリエーション
- 日本アイ・ビー・エム株式会社
- HeartyLadder Labo.
- 株式会社日立ケーイーシステムズ
- 株式会社日立製作所
- 富士通株式会社
- 特定非営利活動法人みんなのICT
- 株式会社ユニプラン
- 株式会社両備システムソリューションズ